# Johann Wilhelm Ludwig von Luce
Johann Wilhelm Ludwig Luce, 1795-től von Luce, észt nyelven: Johann Willem Luddi Ludse (Hasselfelde (ma Oberharz am Brocken város része), Braunschweig–Lüneburgi Hercegség, 1756. augusztus 25. – Arensburg, ma Kuressaare, Észtország, 1842. május 23.) német evangélikus pap, orvos, író, helytörténész és numizmatikus.

## Élete
1769-ban a halberstadti egyházi iskolába járt, ahol szülei kívánságának megfelelően, ám saját hajlandósága ellenére teológiai tanulmányokra kellett készülnie. 1774-től a Göttingeni Egyetemen, 1776 és 1777 közt a Helmstedti Egyetemen hallgatott teológiát. 1781-ben Saaremaa szigetén lett magántanár, 1783-ban Püha lelkésze lett. Nem kedvelte a papi munkát, emiatt depresszióban szenvedett, s már 1785-ben feladta lelkészi állását, s egy lahetagusei kúriába vonult vissza. Ezekben az években több verseskötete jelent meg. Nem sokkal első felesége 1788-as halála után 1789-ben visszatért Németországba, ahol a göttingeni és az Erfurti Egyetemen 1792-ig orvosi tanulmányokat folytatott. Ezután Szentpéterváron át visszatért Livóniába. Itt többek közt orvosként is tevékenykedett, ő volt Saaremaa első kórházának megalapítója. 1795. március 8.-án Bécsben nemességet kapott. 1804 és 1820 közt az arensburgi tankerület tanfelügyelője volt.
1817-ben Arensburgban megalapította az Estnische Gesellschaft-ot (Észt Társaság). Ez volt az első társaság a mai Észtország területén, amely az észt nyelvet népszerűsítette. A  Gesellschaft für Geschichte und Alterthumskunde der russischen Ostsee-Provinzen (Orosz Baltikumi Tartományok Történeti és Régészeti Társasága) alapító tagja volt. Numizmatikával is foglalkozott, 1839-ben gyűjteménye egy részét az Gelehrten Estnischen Gesellschaft-nak (Észt Tudományos Társaság) adományozta. Tagja volt a szentpétervári Kaiserlichen Pharmazeutischen Gesellschaft-nak (Birodalmi Gyógyszerészeti Társaság) és a Kaiserlichen Freien Ökonomischen Gesellschaft-nak (Birodalmi Szabadgazdasági Társaság) is. Levelező tagja volt a Kaiserlichen Philanthropischen Gesellschaft-nak (Birodalmi Filantropikus Társaság). Az orosz Bibliatársaság arensburgi fiókja alelnöke is volt.
Luce számos német és észt nyelvű gazdasági, orvosi és történelmi esszé szerzője volt, ezekben többek közt a jobbágyság beszüntetése mellett kampányolt. Munkáit a Monatsschrift für Geist und Herz című kiadványban publikálta. Észt nyelvű művei közül legjelentősebbnek Geschichten, dem Volke zu Nutzen und Freude, bereitet vom Schulrat Johann Willem Ludse című kötetét tartják.
Első felesége Johanna Luise von Vietinghoff  (1765. október 11. – 1788. augusztus 27.) volt. Második felesége Auguste Christine von Aderkas (1772. június 18. – 1817. október 31.), Gotthard Emanuel von Aderkas nővére volt, tőle született fia  Friedrich Gotthard von Luce (1798-1881).

## Fordítás
- Ez a szócikk részben vagy egészben  a   Johann Wilhelm Ludwig Luce című német Wikipédia-szócikk ezen változatának fordításán alapul.  Az eredeti cikk szerkesztőit annak laptörténete sorolja fel. Ez a jelzés csupán a megfogalmazás eredetét és a szerzői jogokat jelzi, nem szolgál a cikkben szereplő információk forrásmegjelöléseként.